# Lil 9ap
Lil 9ap(1994년 3월 7일 ~ )은 대한민국의 래퍼다. 이전 예명은 에어플레인보이였다. 2014년 싱글 'Shakespeare'로 데뷔했다.

## 방송
- 쇼미더머니 2 (2012) - Top50
- 하고싶은말을해라 2 (2021) - Top8
- 쇼미더머니 8 (2019) - Top87
- 쇼미더머니 11 (2022) - Top108